# Jean-Marie Guastavino
Pour les articles homonymes, voir Guastavino.
Jean Guastavino, né le 2 avril 1886 à Alger (Algérie) et mort le 26 août 1960 à Paris, est un homme politique français.

## Biographie
Avocat à Alger, il est conseiller général du canton de Mustapha quand il est élu député en 1932. Il reste en poste jusqu'en 1940 et siège au groupe de la Gauche radicale puis du Parti radical. Parlementaire, il traite des sujets intéressant l'économie de l'Algérie et la fiscalité.
Il fait partie des parlementaires qui se trouvent sur le Massalia, à destination de Casablanca, et qui ne prennent donc pas part au vote des pleins pouvoirs à Philippe Pétain le 10 juillet 1940. À la Libération, il cesse toute activité politique.

## Distinction
- Officier de la Légion d'honneur